# Kirchendemenreuth
Kirchendemenreuth település Németországban, azon belül Bajorországban. Lakosainak száma 890 fő (2023. december 31.).

## Népesség
A település népessége az elmúlt években az alábbi módon változott:
| Lakosok száma | 383  | 344  | 762  | 952  | 872  | 859  | 850  | 857  | 884  | 890  |
|               | 1875 | 1950 | 1975 | 1987 | 2012 | 2014 | 2016 | 2017 | 2021 | 2023 |